# Kuryłowicz & Associates

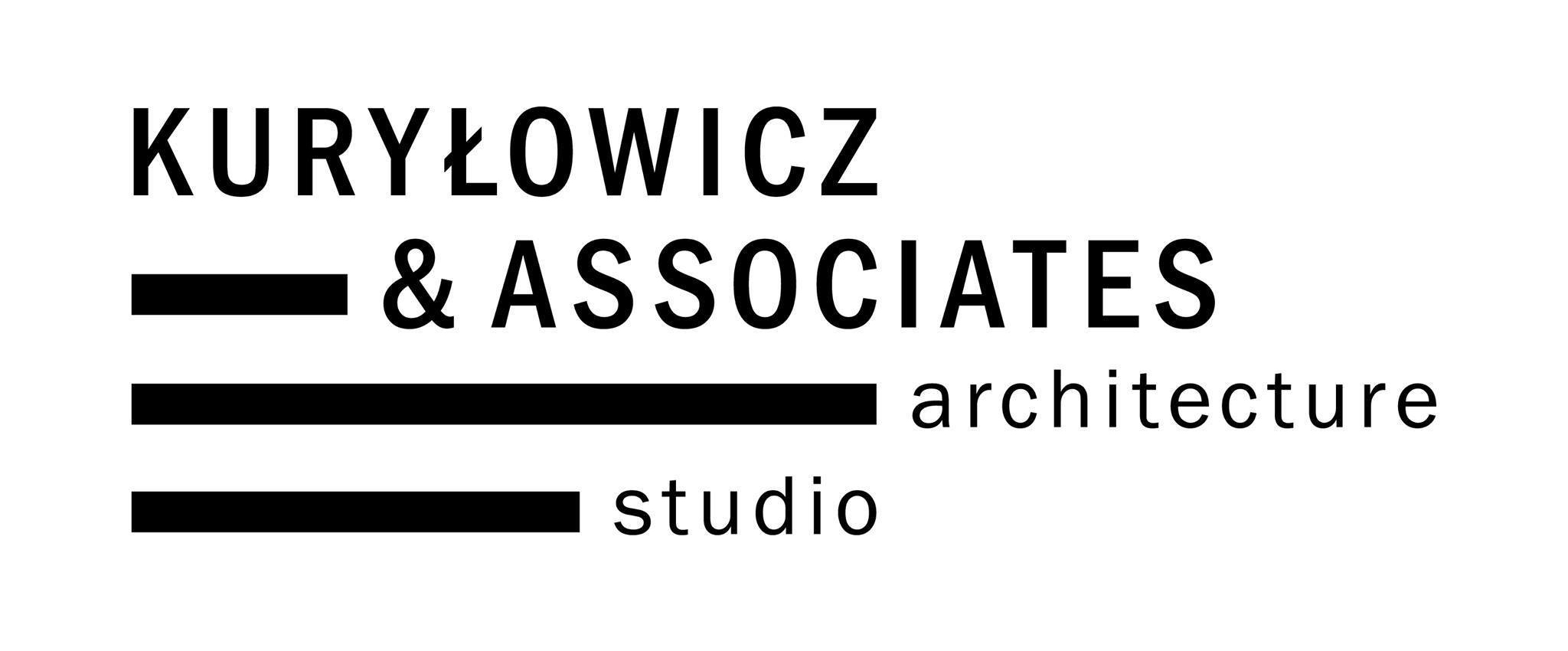

Kuryłowicz & Associates (auch: Autorska Pracownia Architektury Kuryłowicz & Associates) ist eines der größten polnischen Architekturbüros. Das Unternehmen hat seinen Sitz in der Ulica Berezynska 25 in Warschau und unterhält eine Niederlassung in Breslau.
Das Studio wurde Anfang der 1990er Jahre von Stefan Kuryłowicz und seiner Frau Ewa Kuryłowicz gegründet. Viele der Architekten des Unternehmens waren oder sind Lehrstuhlinhaber an der Technischen Universität Warschau.
Zu den herausragenden Entwürfen des Unternehmens gehören die Warschauer Bürogebäude Focus, Wolf Nullo und Królewska, die Warschauer Hochhäuser Prosta-Tower, Plac Unii und Q22 sowie das Hotel DoubleTree by Hilton, Wolf Bracka und Ferio Wawer, das Museum der Geschichte der polnischen Juden, die Galeria Warmińska (Olsztyn) sowie das Nationale Forum für Musik (Breslau).
Ebenfalls stammen die Entwürfe zum Flughafen Warschau-Modlin, zur polnischen Antarktisstation Arctowski, zu einem Apartmenthaus in Miasteczko Wilanów sowie dem im Bau befindlichen Warschauer Bürohochhaus Spark von Kuryłowicz & Associates.